# Rahmenkarte

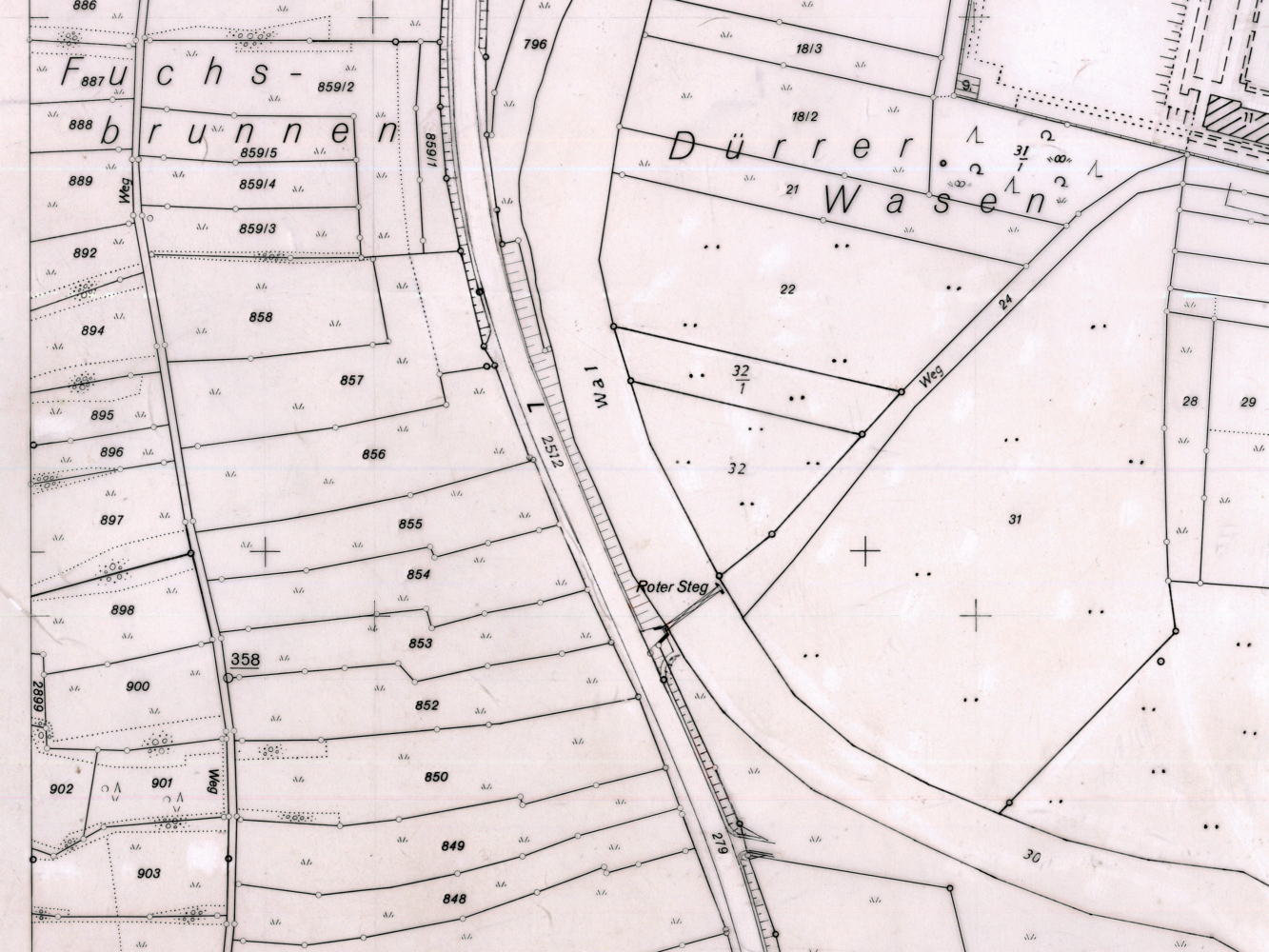
Württembergische Flurkarte als Rahmenkarte im Maßstab 1:2500

Bei Rahmenkarten erstreckt sich die kartographische Darstellung über den gesamten Kartenspiegel und wird von einem rechteckigen oder trapezartigen Kartenrahmen eingegrenzt. Im Gegensatz dazu beschränkt sich die Darstellung bei einer Inselkarte auf einen definierten Geländeausschnitt (z. B. ein Bundesland) ohne das räumliche Umfeld mit zu erfassen. 
Vor allem in amtlichen Karten wird das Kartenfeld durch geographische Koordinaten oder die Gitterlinien eines Landeskoordinatensystems definiert. Durch das Blattschnittsystem ergeben sich Form und Fläche der rechteckigen Einzelblätter. Dabei werden zwar kartierte Elemente am Kartenrand zerschnitten, die Blätter können aber nahtlos aneinandergefügt werden. 